# Pales aurea
Pales aurea là một loài ruồi trong họ Tachinidae.